# De Nodige Hardheid
De Nodige Hardheid is een studioalbum uit 2003 van de Amsterdamse punkband De Hardheid. Het is het debuutalbum van de band en is opgenomen in de Basement Studio in Den Haag.

## Nummers
1. "Snooze"- 2:25
2. "15 piek" - 3:13
3. "Oh Nee" - 4:06
4. "Luie Reet" - 3:14
5. "Beste Vriend" - 2:29
6. "Klootzak" - 3:04
7. "Frisdrank" - 3:05
8. "Bekhouwe" - 4:04
9. "'t Vrouwtje" - 3:31
10. "Buurman" - 3:04
11. "Kutmuziek" - 3:17